# Huanghai (häradshuvudort i Kina, Shandong Sheng, lat 37,49, long 121,44)
Huanghai (kinesiska: 黄海, 黄海街道, 莱山, 莱山区) är en häradshuvudort i Kina. Den ligger i provinsen Shandong, i den östra delen av landet, omkring 400 kilometer öster om provinshuvudstaden Jinan. Antalet invånare är 329 304. Befolkningen består av 167 011 kvinnor och 162 293 män. Barn under 15 år utgör 9,0 %, vuxna 15-64 år 83 %, och äldre över 65 år 7,0 %.
Runt Huanghai är det tätbefolkat, med 982 invånare per kvadratkilometer. Närmaste större samhälle är Yantai, 1,4 km söder om Huanghai. Trakten runt Huanghai består till största delen av jordbruksmark.
Genomsnittlig årsnederbörd är 748 millimeter. Den regnigaste månaden är juli, med i genomsnitt 264 mm nederbörd, och den torraste är februari, med 12 mm nederbörd.